# Bobby LaFromboise
Robert Joseph LaFromboise (né le 25 juin 1986 à Downey, Californie, États-Unis) est un lanceur de relève gaucher des Phillies de Philadelphie de la Ligue majeure de baseball.

## Carrière
Joueur à l'université du Nouveau-Mexique, Bobby LaFromboise est un choix de huitième ronde des Mariners de Seattle en 2008. Il est auparavant repêché deux fois, sans signer de contrat avec le club qui le sélectionne : par les White Sox de Chicago en 23e ronde en 2005 puis les Diamondbacks de l'Arizona au 14e tour en 2007.
LaFromboise est promu au niveau Triple-A des ligues mineures en 2012 où il connaît une bonne saison pour les Rainiers de Tacoma avec une moyenne de points mérités de 1,59 en 39 manches et deux tiers lancées comme releveur.
Il fait ses débuts dans le baseball majeur avec les Mariners de Seattle le 10 avril 2013. En 10 matchs et 10 manches et deux tiers lancées pour Seattle, il enregistre 11 retraits sur des prises, encaisse une défaite, et affiche une moyenne de points mérités de 5,91.
Le 2 avril 2014, il est réclamé au ballottage par les Padres de San Diego. Il ne s'aligne qu'en ligues mineures avec le club-école des Padres à Chihuahuas d'El Paso, jusqu'à ce qu'il soit une fois de plus cédé au ballottage et réclamé par les Pirates de Pittsburgh le 24 août 2014. Il lance 3 manches et deux tiers en 6 brèves sorties pour les Pirates en 2014. Il effectue 11 sorties et n'accorde qu'un point mérité en 8 manches lancées pour les Pirates en 2015.
Le 23 décembre 2015, il est réclamé au ballottage par les Angels de Los Angeles. Le 29 janvier 2016, c'est au tour des Phillies de Philadelphie de la réclamer au ballottage.